# Mouvement des travailleurs pour le socialisme
 (février 2023).
Si vous disposez d'ouvrages ou d'articles de référence ou si vous connaissez des sites web de qualité traitant du thème abordé ici, merci de compléter l'article en donnant les références utiles à sa vérifiabilité et en les liant à la section « Notes et références ».
 (mai 2021).
Le Mouvement des travailleurs pour le socialisme (Movimento Lavoratori per il Socialismo) était un parti politique de la gauche extra-parlementaire qui a été formé le 1er février 1976 à l'initiative du Mouvement étudiant, ce dernier fondé en 1968 à l'université d'État de Milan.

## Origine et inspiration théorique
À l'origine, l'Organisation a tenté une unification singulière des thèmes maoïstes avec une forte revendication du rôle autonome des mouvements de masse pour la démocratie, tout en revendiquant, au moins dans ses premières années d'activité, le rôle de Staline et de toute la tradition communiste. Elle représentait une tentative d'unir des éléments idéologiques et politiques tirés de l'histoire du mouvement ouvrier et de la gauche, en particulier de la période de la politique antifasciste du Front populaire, avec l'activisme à la base très présent dans les années 70. L'adhésion de certaines figures prestigieuses de la Résistance comme Giuseppe Alberganti et du critique d'art Raffaele De Grada a encore accru sa notoriété. Le MLS s'est toujours caractérisé par une activité culturelle et théorique constante. Il a promu la naissance de l'hebdomadaire Fronte Popolare, du journal La Sinistra, de diverses maisons d'édition et de disques et d'une chaîne de librairies.

## Enracinement territorial
L'inspiration théorique de base, qui reposait sur une vision large des idées socialistes et communistes, capable cependant, avec originalité, de privilégier et dans une certaine mesure de donner une importance historique aux actions étudiantes, a recueilli le soutien de nombreux jeunes des écoles supérieures et des universités de divers territoires italiens. L'organisation en est venue à compter plusieurs milliers de militants. L'épicentre de son action était le Milanais et Brescia. De plus, bien qu'avec des concentrations de militants très différentes, l'organisation s'est fortement implantée en Sicile (Palerme, Catane, Syracuse, Agrigente, Termini Imerese) et dans les Pouilles, rassemblant un vaste réseau de Club Lénine, à Naples, Catane, Reggio de Calabre, Bologne et Florence. La MLS, en revanche, n'était pas très présente à Rome même après l'entrée dans ses rangs, en 1976, du groupe intellectuel de l'Avanguardia Communista.

## L'opposition àl'Autonomie ouvrièreet le rejet du terrorisme
Le stalinisme, et l'accusation d'exercer une activité de service d'ordre aux limites de la légalité, liés à la présence constante en son sein d'un service d'ordre particulièrement bien organisé, surnommé "les Katangais", ont cependant conduit à plusieurs reprises à l'isolement du parti.
En 1977 le MLS, qui avait initialement participé au vaste mouvement de jeunesse de cette année, a eu de fréquents conflits avec les ailes les plus dures du mouvement, liées à  l'autonomie ouvrière. En particulier, lors de la Conférence sur la répression qui s'est tenue à Bologne en septembre 1977, de violents affrontements ont eu lieu au Palais des sports entre des militants de l'autonomie ouvrière organisée et des militants du MLS.
La même année, après des incidents au festival Parco Lambro de Milan, les terroristes de Prima Linea, après un affrontement entre le MLS et les autonomes des COCORI (comités communistes révolutionnaires) d' Oreste Scalzone, ont tenté physiquement le kidnapping et la mise au pilori de William Sisti, alors chef du service de l'ordre du MLS. Le projet impliquait l'enlèvement de Sisti et la mise en scène d'un «procès prolétarien». Les membres de Prima Linea, censés mener l'action, ont été arrêtés la veille de l'enlèvement lors du vol d'une camionnette à Milan. Le MLS était probablement le seul groupe de la gauche extraparlementaire qui n'a pas lancé ses propres militants dans le terrorisme , en vertu d'une position ferme contre le Guévarisme (le mythe de Che Guevara et de la lutte armée) et de l'«Heure X», évaluation profondément enracinée de la réflexion de Gramsci sur l'hégémonie.

## Relations avec les partis traditionnels de gauche et fusion avec le PdUP pour le communisme
À partir de 1975, le MLS a participé avec d'autres groupes de gauche à l'expérience électorale de Démocratie prolétarienne. Le MLS a tenté de dépasser son image sectaire en se rapprochant avec précaution de la gauche du PSI puis, à la suite de la clarification des orientations de Craxi, vers le PdUP pour le communisme, le PCI et le mouvement syndical. À la suite de cette évolution, il a fusionné avec le PdUP pour le communisme de Lucio Magri et Luciana Castellina au congrès de Rome en 1981.

## Secrétaires
- Salvatore Toscano - (1976)
- Luca Cafiero - (1976-1981)

## Anciens militants du MTS
- Aurelio Angelini, sociologue
- Gianni Barbacetto, journaliste d' Il Fatto Quotidiano
- Stefano Boeri, architecte, candidat à la mairie de la primaire de centre-gauche de Milan
- Tito Boeri, président de l'INPS, économiste de La Repubblica et de lavoce.info
- Pietro Clemente, anthropologue, professeur d'université, président de l'Institut de résistance de Sienne
- Michele Cucuzza, journaliste, présentatrice de télévision et radio Rai
- Sergio Cusani, militant des droits de l'homme, financier du Parti socialiste italien, impliqué dans les événements liés à Clean Hands
- Nando dalla Chiesa, sociologue et parlementaire, fils du général carabinier Carlo Alberto et frère de Rita, présentateur de télévision
- Ferruccio de Bortoli, journaliste et rédacteur en chef du Corriere della Sera et dans le passé d' Il Sole 24 Ore
- Davide Ferrari, poète, leader du groupe DS à la mairie de Bologne
- Paolo Gentiloni, député de La Marguerite, ministre des Communications du deuxième gouvernement Prodi, ministre des Affaires étrangères du gouvernement Renzi, président du Conseil des ministres
- Alfonso Gianni, député de la Refondation communiste et sous-secrétaire du gouvernement Prodi II
- Pietro La Torre, syndicaliste, comptable et secrétaire national de l'UIL Tourisme, Commerce et Services
- Ramon Mantovani, député de Refondation communiste
- Pietro Milazzo, syndicaliste
- Pietro Mita, député de Refondation communiste et conseiller régional des Pouilles
- Claudio Pagliara, journaliste RAI, correspondant de Jérusalem
- Luciano Pettinari, parlementaire européen et député du PDS
- Roberto Sciacca, député DS
- Gino Strada, médecin et fondateur d'Emergency
- Danilo Sulis, musicien, syndicaliste, président du réseau 100 passi, ami de Peppino Impastato, a donné naissance à Radio 100 passi
- Rossano Ercolini, lauréat du Goldman Environmental Prize 2013 et président de Zero Waste Europe